# Parròquia de Daudzese
La Parròquia de Daudzese (en letó: Daudzeses pagasts) és una unitat administrativa del municipi de Jaunjelgava, al sud de Letònia. Abans de la reforma territorial administrativa de l'any 2009 pertanyia al raion d'Aizkraukle.

## Pobles, viles i assentaments
- Daudzese
- Daudzeva

## Hidrografia

### Rius
- Dzeņupīte
- Ellīte
- Ģirupe
- Iecava
- Jorģelēnupīte
- Jūga
- Lauce
- Pālupīte
- Viesīte

### Llacs i embassaments
- Estany Brieža
- Estany Dobeļa
- Estany Iecavas
- Estany Rubeņa
- Llac Znotiņu